# 天主教阿亞維里自治監督區
天主教阿亞維里自治監督區（拉丁語：Praelatura Territorialis Ayaviriensis）是秘魯一個羅馬天主教自治監督區，屬阿雷基帕總教區。
監督區成立於1958年7月30日，包括普諾大區北部三省。2004年有教友175,800人（佔轄區總人口98.0%）、三十個堂區、十七名司鐸。現任監督為凱·馬丁·施馬爾豪森·帕尼索。